# Монтечилфоне
Монтечилфоне (итал. Montecilfone) је насеље у Италији у округу Кампобасо, региону Молизе.
Према процени из 2011. у насељу је живело 1423 становника. Насеље се налази на надморској висини од 392 м.

## Становништво
| 1931. | 1936. | 1951. | 1961. | 1971. | 1981. | 1991. | 2001. | 2011. |
| ----- | ----- | ----- | ----- | ----- | ----- | ----- | ----- | ----- |
| 3.310 | 3.460 | 3.810 | 3.004 | 2.369 | 2.295 | 1.772 | 1.588 | 1.423 |